# Alquería de Juliá

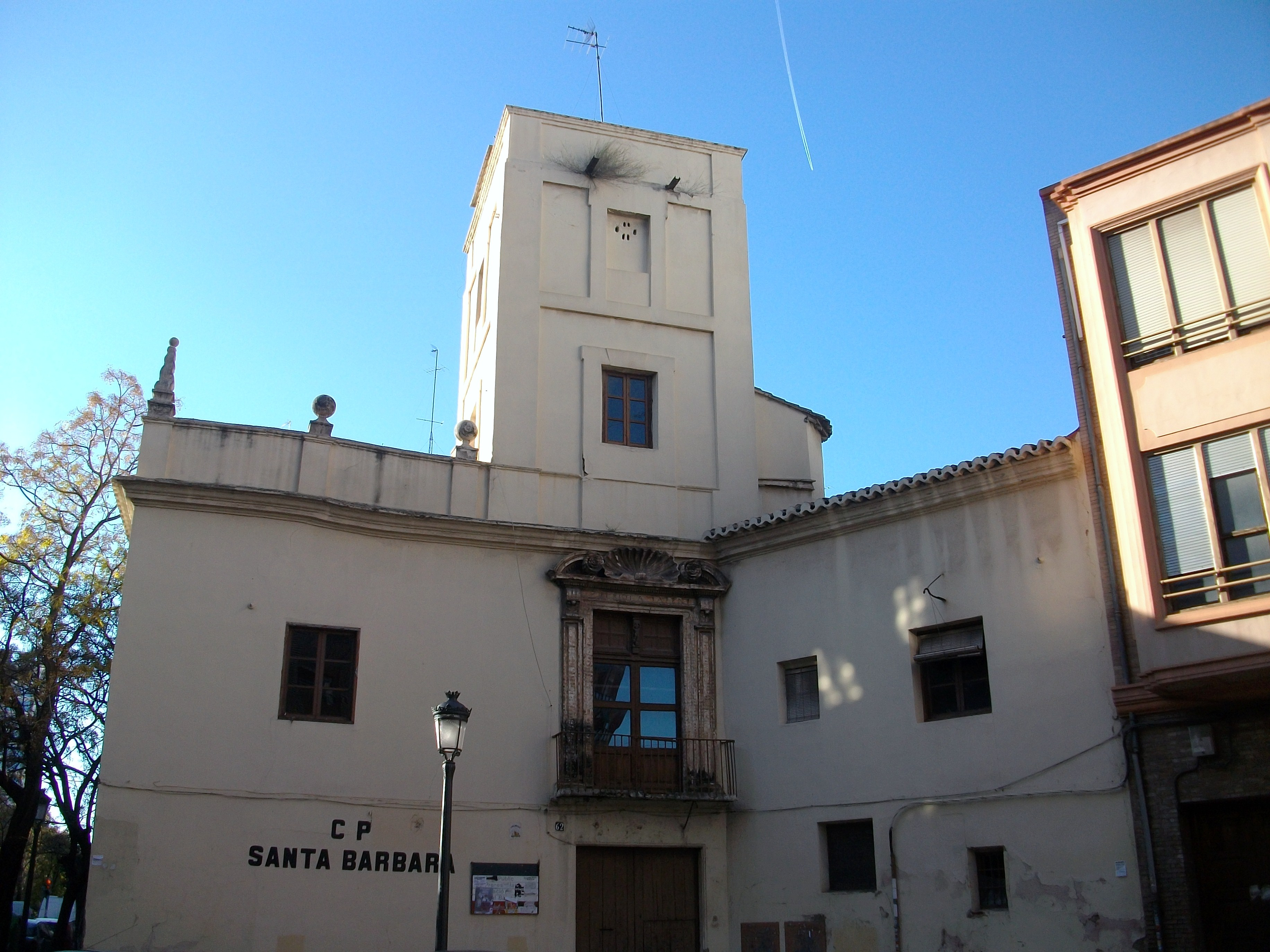
Alquería de Juliá.

La Alquería de Juliá, también llamada Huerta de Juliá, se situaba en la huerta de Valencia camino hacia Mislata, encontrándose en la actualidad en la retícula urbana de la ciudad de Valencia (España) entre la actual Avenida del Cid y el viejo cauce del río Turia, el conjunto tiene fachada a las calles Democràcia, Velázquez y Paseo de la Pechina. Se trata de un conjunto agropecuario del siglo XVII edificado en estilos manierista y barroco.

## Descripción
El conjunto constaba de un edificio y un jardín inmediato a la vivienda. El jardín tiene un laberinto y una glorieta alrededor de la cual se disponen setos cuadrangulares. Tras el jardín existía una terraza, y a continuación un huerto con un camino central bordeado de emparrados y en la zona más alejada de la vivienda un pinar resto de la gran pinada Moyá de Campanar. 
En la actualidad solo se conserva la alquería, habiéndose perdido el huerto y el jardín. El edificio, se puede considerar como uno de los escasos ejemplares conservados de alquería valenciana del siglo XVII. Consta de planta baja y primer piso y coincidiendo con el eje de la puerta principal una torre de dos alturas. La puerta principal tiene una sencilla embocadura de piedra y sobre ella está el único balcón del exterior, ya que el resto de los vanos son ventanas. En el balcón, el vano se desarrolla a modo de portada con pilastras estriadas en los lados, sobre las que se sitúan ménsulas que sustentan un entablamento, en cuya parte superior se sitúa en frontón partido que alberga una venera. En la fachada recayente al jardín se abre una portada con columnas jónicas sobre las que se sitúa un entablamento muy resaltado, con un frontón curvo en la parte superior. El edificio está rematado con pirámides y bolas. 
En el interior se dispone un zaguán con arco rebajado en el centro. Las habitaciones de la planta baja están cubiertas con vigas de madera. En esta planta se desarrolla un zócalo de azulejos de finales del siglo XVII. En la entrada se representa, también en azulejería, un Ecce Homo según la iconografía tradicional. Las distintas dependencias de la planta superior conservan las decoración de los techos a base de molduras geométricas y conchas en las esquinas. Cabe destacar una de las estancias cubierta con un esgrafiado con motivos vegetales y fantásticos, siendo uno de los pocos ejemplos que se conservan en interiores de viviendas, buena muestra del florecimiento de esta técnica en la Valencia de finales del siglo XVII.